# Lista över vulkaner på Ascension
Detta är en lista över vulkaner på Ascension.
| Namn      | Höjd (m ö.h.) | Koordinater                     | Senaste utbrott |
| --------- | ------------- | ------------------------------- | --------------- |
| Ascension | 858           | 7°57′S 14°22′V / 7.95°S 14.37°V | Holocen         |